# Баурене
Баурене (болг. Баурене) — село в Болгарии. Находится в Врачанской области, входит в общину Криводол. Население составляет 413 человек.

## Политическая ситуация
В местном кметстве Баурене, в состав которого входит Баурене, должность кмета (старосты) исполняет Валентин Лазаров Кирилов (независимый) по результатам выборов.
Кмет (мэр) общины Криводол — Николай Георгиев Иванов (Болгарская социалистическая партия (БСП)) по результатам выборов.